# Dănulești, Buzău
Dănulești este un sat în comuna Buda din județul Buzău, Muntenia, România.